# Речки (Ровненский район)
Речки (укр. Річки) — село в Корецкой городской общине Ровненского района Ровненской области Украины.
До 2020 года входило в Корецкий район.
Население по переписи 2001 года составляло 510 человек. Почтовый индекс — 34745. Телефонный код — 3651.